# Megaloproctus didymus
Megaloproctus didymus är en stekelart som först beskrevs av Brulle 1846.  Megaloproctus didymus ingår i släktet Megaloproctus och familjen bracksteklar. Inga underarter finns listade i Catalogue of Life.